# Mati Hlatshwayo Davis
Pour les articles homonymes, voir Davis.
Matifadza (Mati) Hlatshwayo Davis (née en 1982) est une médecin américaine d'origine zimbabwéenne et une experte en santé publique du Missouri. Sa sous-spécialité est les maladies infectieuses, avec un accent sur l'engagement communautaire pour lutter contre les disparités en matière de santé parmi les personnes issues de groupes historiquement marginalisés. Elle est directrice de la santé pour le département de la santé de la ville de Saint-Louis.

## Enfance et éducation
Hlatshwayo Davis est née à Harare, au Zimbabwe, de sa mère Macyline Mubika Cannon et de son père Gaylord Themba Hlatshwayo,. Elle était étudiante de premier cycle à l'université de Drury (en), où elle s'est spécialisée en chimie et en biologie avec distinction. Hlatshwayo Davis a étudié la médecine au Cleveland Clinic Lerner College of Medicine (en). Pendant son séjour, elle a également obtenu une maîtrise en santé publique à l'université Case Western Reserve. Après avoir terminé sa résidence en médecine interne au centre médical de cas des hôpitaux universitaires (en), Hlatshwayo Davis a obtenu une bourse de recherche sur les maladies infectieuses à la faculté de médecine de l'université de Washington. Elle s'est spécialisée dans la prise en charge des personnes vivant avec le VIH et les infections sexuellement transmissibles.
Elle est mariée au Dr Jesse Davis, un hospitaliste néonatal à l'hôpital pour enfants de St. Louis, Missouri. Le couple a deux filles.

## Carrière
Hlatshwayo Davis a été nommée à la faculté de la Washington University School of Medicine de 2019 à 2021. Au cours de cette période, elle a également été nommée à la direction du Bureau de la diversité et de l'inclusion, où elle a créé une politique visant à lutter contre les préjugés parmi les patients et les médecins.
Hlatshwayo Davis a également été clinicien principal sur le VIH, coordinateur de la formation médicale supérieure et superviseur de l'antibiothérapie parentérale ambulatoire au John Cochran VA Medical Center à St. Louis pendant cette période de 2019 à 2021.
Elle a précédemment siégé au comité directeur puis coprésident de l'initiative Fast Track Cities, St. Louis, qui vise à mettre fin à l'épidémie de VIH d'ici 2030. Le programme s'associe aux services de santé locaux et aux organisations communautaires axées sur les soins aux personnes vivant avec le VIH. En 2020, elle a dirigé le lancement d'un tableau de bord de données sur le VIH qui rend compte de la proportion de personnes vivant avec le VIH qui connaissaient leur statut, avaient eu accès à un traitement et avaient atteint la suppression virale aux niveaux local, régional et étatique,.
Hlatshwayo Davis a été nommée au conseil de santé de la ville de St. Louis de 2020 à 2021, qui supervise les normes de santé publique pour la ville et la région. Pendant la pandémie COVID-19, elle a commencé à se concentrer sur l'engagement communautaire COVID-19, en particulier dans les groupes historiquement marginalisés,,.
Elle a été nommée directrice de la santé du département de la santé de la ville de Saint-Louis en octobre 2021,,. Elle a cherché à affronter la pandémie de COVID-19 et d'autres crises de santé publique, notamment la violence armée, les infections sexuellement transmissibles et la santé comportementale,.
Hlatshwayo Davis est également rédactrice en chef adjointe de la section Disparities and Culturally Competent Care du Real Time Learning Network, pour une subvention de l'Infectious Diseases Society of America (en) et du Centres pour le contrôle et la prévention des maladies (CDC).
Elle est contributrice médicale pour diverses chaînes d'information, notamment CNN, BBC et Al Jazeera. Elle a également publié des éditoriaux d'opinion pour Newsweek.